# Akabli

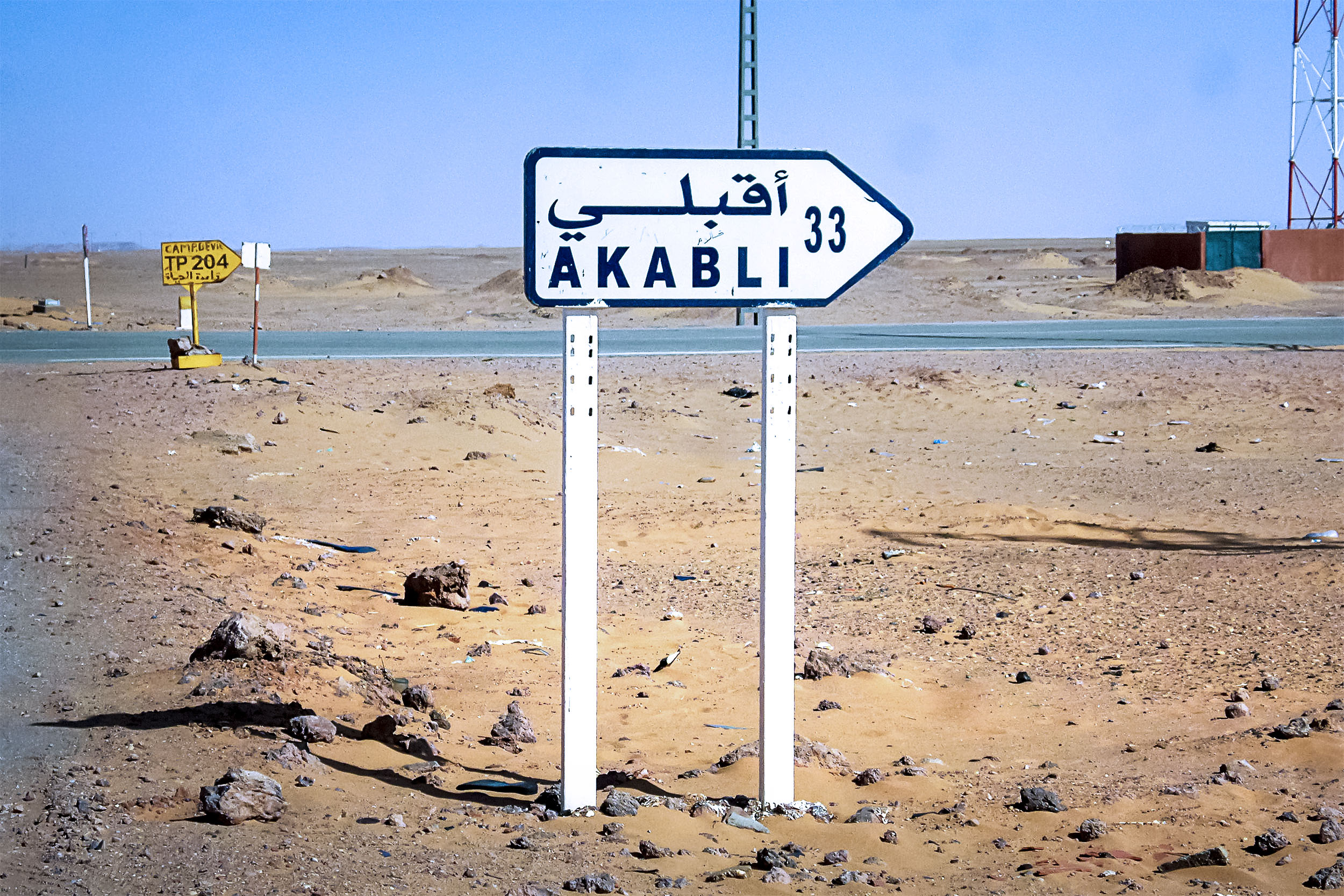
Ortsschild von Akabli

Akabli (arabisch أقبلي, DMG Aqablī, Tifinagh-Schrift ⴰⴽⴰⴱⵍⵉ) ist eine algerische Gemeinde in der Provinz Adrar mit 10.171 Einwohnern. (Stand: 2008)

## Geographie
Die nächste Ortschaft Tit liegt etwa 25 Kilometer von Akabli entfernt. Akabli wird umgeben von Tit im Nordosten und von Aoulef und Timokten im Nordwesten.